# 푸나쥐속
푸나쥐속(Punomys)은 비단털쥐과 목화쥐아과에 속하는 설치류 속의 하나이다. 2종으로 아루어져 있다.

## 특징
작은 설치류로 꼬리 길이 46~77mm를 제외한 몸길이가 130~155mm이고 몸무게는 최대 82g이다. 털은 길고 부드럽다. 등 쪽은 누르스름한 갈색 또는 갈색빛 회색이고, 배 쪽은 희끄무레하거나 회색빛을 띤다. 귀는 비교적 작다. 다리는 회색이다.

## 분포
페루 남부와 볼리비아 북서부의 토착종이다.

## 하위 종
2종이 알려져 있다.
- 동부푸나쥐 (Punomys kofordi)
- 푸나쥐 (Punomys lemminus)